# Gabrielle Vernier
Gabrielle Vernier (* 2. Juni 1997 in Suresnes, Frankreich) ist eine französische Rugby-Union-Spielerin. Sie spielt auf der Position des Innendreiviertel für den französischen Verein Blagnac rugby féminin und die französische Rugby-Union-Nationalmannschaft.

## Biographie
Gabrielle Vernier wurde am 2. Juni 1997 in Suresnes, Frankreich geboren. Sie spielte zunächst Tennis, bis sie von ihren Brüdern motiviert im Alter von zehn Jahren mit dem Rugby spielen begann. Sie spielte zunächst in einer gemischten Mannschaft beim Rueil Athletic Club de Rueil-Malmaison bevor sie sich den Nachwuchsspielerinnen von Racing Nanterre Rugby anschloss.
2015 begann sie ein Studium am Institut catholique d’arts et métiers in Lille und wechselte daraufhin zu Lille Métropole rugby club villeneuvois (LMRCV).
Am 21. Mai 2016 gewann sie mit ihrem Club die französische Meisterschaft (Top 8)  im Finale gegen Montpellier Rugby. Am 26. Juni desselben Jahres gewann sie mit einer Siebener-Rugby Auswahl des LMRCV das. Sie war damit die erste Frau, der dieses Doppel gelang. 2017 erreichte sie erneut mit dem  das Finale der Top 8 und konnte ihren Titel im championne de France Élite de rugby à sept verteidigen.
Ihr Debüt für die französische Rugby-Union-Nationalmannschaft gab sie am 11. November 2017 gegen Spanien von der Bank. Für das Spiel am folgenden Wochenende gegen Italien stand sie in der Startaufstellung.
2018 wurde sie in den Kader für das Women's Six Nations Turnier berufen, dass die französische Nationalmannschaft mit einem Grand Slam gewann. Am 24. Juni gewann sie zum dritten Mal in Folge mit dem LMRCV das championne de France Élite de rugby à sept. Im November 2018 war sie eine von 24 Spielerinnen, die als erste einen Teilzeitvertrag mit der Fédération française de rugby unterschrieben. Dieser Vertrag wurde 2019 verlängert.
2019 wurde sie erneut für das Women's Six Nations Turnier in die französische Nationalmannschaft berufen. Am 23. Februar gegen Schottland erzielte sie ihren ersten Hattrick und wurde zur Spielerin des Spiels gewählt.
Ende 2019 verließ sie Lille Métropole rugby club villeneuvois um zu Blagnac rugby féminin zu wechseln.
Im Sommer 2022 wurde sie von Thomas Darracq in den französischen Kader für die Rugby-Union-Weltmeisterschaft in Neuseeland berufen. Im Halbfinale gegen die Neuseeländischen Black Ferns erzielte sie einen Versuch.
Am Ende der Saison 2022/23 wurde die mit einem Oscar du Midi olympique ausgezeichnet, einer der wichtigsten Preise im französischen Rugby.
Ende 2023 wurde sie von World Rugby für die Auszeichnung als „beste Spielerin 2023“ nominiert. Etwas später gewann sie bei der Nuit du rugby die Auszeichnung der besten französischen Spielerin.

## Erfolge

### Mit dem Club
- Lille MRCV
  - Siegerin der  französischen Meisterschaft (Top 8)
  - Gewinnerin des championne de France Élite de rugby à sept (2016, 2017, 2018)
- Blagnac RF
  - Finalistin der französischen Meisterschaft (Élite 1) 2021.

### Mit der Nationalmannschaft
- Frankreich
  - Sieger der Six Nations 2018 (mit Grand Slam)

### Persönlich
- Beste Spielerin der Six Nations in 2023[20]
- Oscars du Midi olympique : Oscar féminin 2023[17]
- World Rugby Awards: Team of the Year 2023
- Nuit du rugby: beste französische Spielerin 2023[21]